# Tomasz Szalewicz

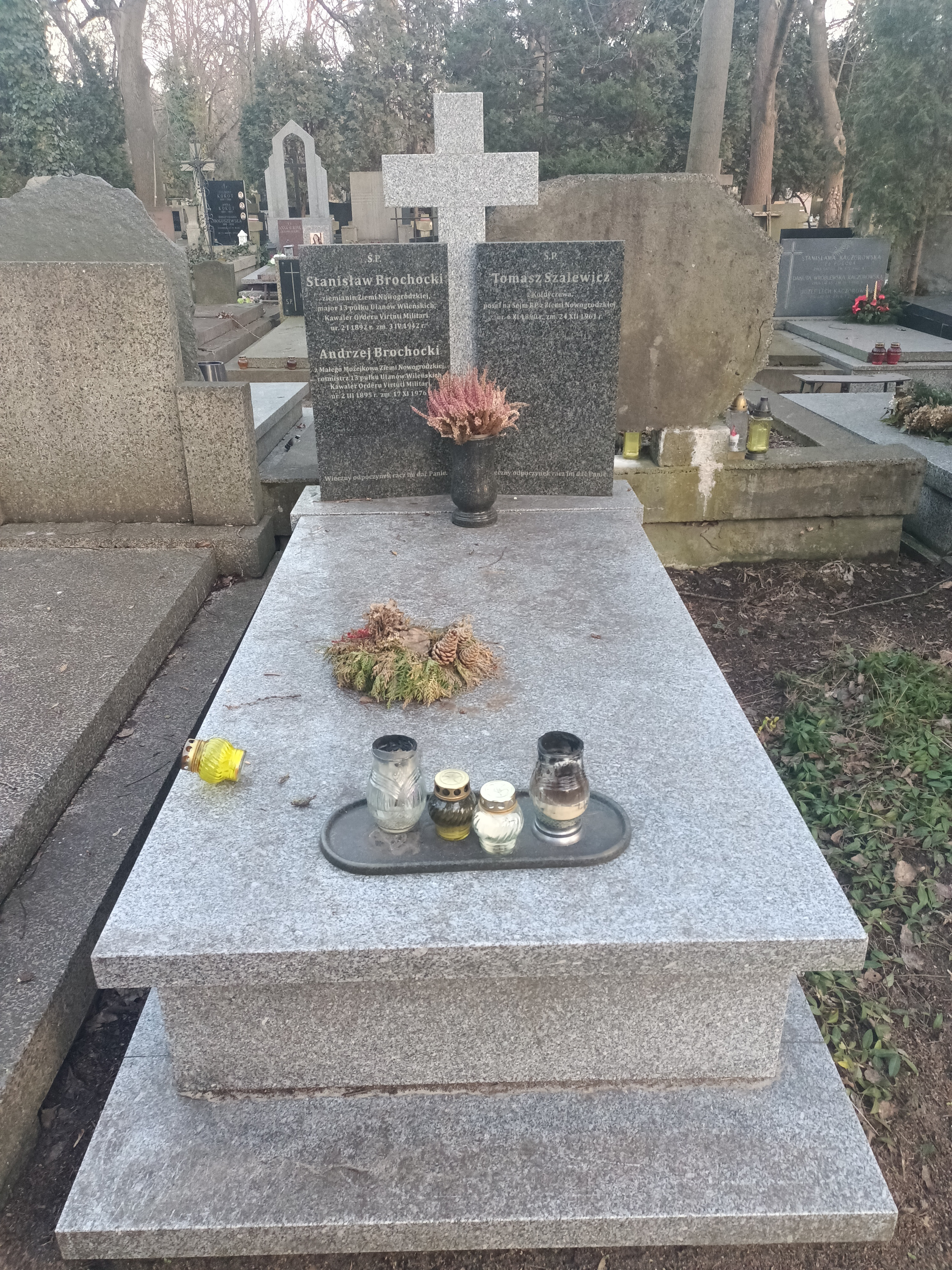
Grób Tomasza Szalewicza na Cmentarzu Powązkowskim

Tomasz Witold Szalewicz (ur. 6 listopada 1890 w Kołdyczewie, zm. 24 grudnia 1961 w Londynie) – polski działacz społeczny i samorządowiec związany z Nowogródczyzną, poseł na Sejm IV kadencji (1935–1938), członek Rady Związku Powiatów Rzeczypospolitej Polskiej w 1936 roku, przewodniczący Komisji Rewizyjnej Zarządu Związku Gmin Wiejskich Rzeczypospolitej Polskiej w 1935 roku.

## Życiorys
Był synem Bronisława Józefata Szalewicza h. Szaława (zm. 1893) i Aleksandry Bykowskiej-Łopott h. Łopot (zm. 1940). Ukończył gimnazjum oraz studia z dziedziny rolnictwa na Uniwersytecie Jagiellońskim. W latach 1918–1920 walczył w 1 Pułku Ułanów Krechowieckich. Po zakończeniu wojny z bolszewikami powrócił na Nowogródzczyznę, gdzie organizował Towarzystwo Rolnicze i Związek Ziemian powiatu baranowickiego. Zajmował się również spółdzielczością. Zasiadał w Radzie Gminnej w Horodnie, był przewodniczącym Komisji Rewizyjnej Powiatu Baranowickiego. W 1935 wybrany posłem w okręgu Baranowicze, mandat sprawował do 1938. 
Pochowany na cmentarzu Powązkowskim w Warszawie (kwatera 127-6-20). 

## Ordery i odznaczenia
- Złoty Krzyż Zasługi (15 września 1937)[5]